# HMS Repulse (1916)
L'HMS Repulse è stato un incrociatore da battaglia classe Renown della Royal Navy costruito in Scozia nei cantieri navali della John Brown and Company e varato nel 1916. La Repulse era stata concepita per entrare a far parte della classe di navi da guerra R, ma subì delle modifiche durante la progettazione che ne ritardarono il varo, tanto che non poté prendere parte alla battaglia dello Jutland, ma anche troppo presto per incorporare le lezioni della battaglia. La nave poté comunque partecipare alla prima guerra mondiale nel settembre del 1916. Venne quindi assegnata alla Grand Fleet, diventando la nave ammiraglia del primo squadrone di incrociatori da battaglia.

## Servizio

### Prima guerra mondiale
La Repulse ebbe il suo battesimo del fuoco il 17 novembre 1917 nella Seconda battaglia di Heligoland Bight. Al comando del Capitano William Boyle ingaggiò un breve scontro con due navi da battaglia tedesche, la Kaiser e la Kaiserin, prima che queste si ritirassero. Il mese successivo rimase danneggiata in una collisione con l'incrociatore da battaglia Australia.

### Tra le due guerre
Essendo una nave che necessitava numerosi interventi di manutenzione venne soprannominata dai marinai HMS Repair. La sorella Renown venne soprannominata HMS Refit. Tra il 1918 ed il 1920 subì la prima ricostruzione. La corazza da 152 mm venne rimpiazzata con una dello spessore di 229 mm. Venne anche aggiunta una sezione da 152 mm al di sopra, proteggendo una parte dello scafo inizialmente priva di corazzatura. Queste modifiche insieme all'aggiunta di protezioni antisommergibile sotto il livello dell'acqua significarono un peso aggiuntivo di 4.232 tonnellate. I tubi lanciasiluri, precedentemente posizionati sommersi, vennero spostati sul ponte.
Tra il 1924 ed il 1925 l'insieme di pezzi da 102 mm e da 76 mm vennero sostituiti con pezzi da 102 mm con un angolo di tiro maggiore. Vennero installati anche ulteriori armamenti antiaerei e le attrezzature necessarie per un aereo da esplorazione.
L'ultima importante serie di lavori venne portata avanti tra il 1933 ed il 1936, durante la quale la nave ricevette ulteriore armatura, due ulteriori cannoni da 40 mm Vickers-Armstrong QF 2 lb antiaerei e mitragliatrici da 12,7 mm. Vennero posizionati anche due hangar e una catapulta. Inizialmente gli aerei imbarcati erano Blackburn Shark, rimpiazzati nel 1939 dai Fairey Swordfish e nel 1941 dai Supermarine Walrus.
Tornata in servizio attivo venne trasferita nel Mediterraneo partecipando ai pattugliamenti effettuati dai paesi neutrali attorno alla penisola iberica durante la guerra civile spagnola. Nel luglio 1938 si trovava ad Haifa durante le rivolte palestinesi di quell'estate.

### La seconda guerra mondiale
Dallo scoppio della seconda guerra mondiale nel settembre 1939, la Repulse partecipò alla caccia alle corsare tedesche, che affondarono il 25 novembre l'incrociatore ausiliario Rawalpindi senza però riuscire ad intercettarne nessuna. Nel mese di dicembre ebbe compiti di scorta a convogli di trasporti truppe tra il Canada ed il Regno Unito. L'inizio della campagna di Norvegia vide impegnata la nave a scortare i posamine britannici nella zona. Nel mese di luglio 1940 in seguito all'affondamento del cacciatorpediniere Glowworm prese parte alla caccia all'incrociatore pesante tedesco Admiral Hipper, senza riuscire però ad intercettarlo. Durante gli ultimi giorni della campagna di Norvegia, durante l'evacuazione delle truppe britanniche, la Repulse venne distaccata per proteggere l'Islanda da una temuta invasione tedesca, in realtà non in atto. La nave venne quindi riassegnata alla protezione dei convogli fino ai primi giorni del 1941.
Nel gennaio 1941 partecipò alla caccia agli incrociatori da battaglia Scharnhorst e Gneisenau. Nel mese di maggio prese parte alla caccia alla Bismarck. Inizialmente era previsto che la nave scortasse il convoglio WS-8B diretto in Medio Oriente con rotta per il Capo di Buona Speranza ma venne dirottata insieme alle navi della Home Fleet per intercettare la nave da battaglia tedesca. Rimase però distante nelle prime fasi dello scontro a causa della mancanza di carburante e per la paura degli alti comandi di ripetere una perdita come quella della Hood.
Nel mese di agosto venne trasferita a Città del Capo, in Sudafrica, che lasciò nel mese di ottobre per dirigersi in India, dove giunse il 28 del mese.

### La Forza Z e l'affondamento
Alla fine del 1941, in seguito alle crescenti paure di una entrata in guerra dell'Impero giapponese, la Repulse venne trasferita in Estremo Oriente per agire come deterrente per una possibile aggressione giapponese. Nei piani strategici dell'Ammiragliato era previsto il dispiegamento di una imponente flotta da battaglia mentre nella realtà si concentrarono a Singapore forze corrispondenti ad uno Squadrone incompleto.

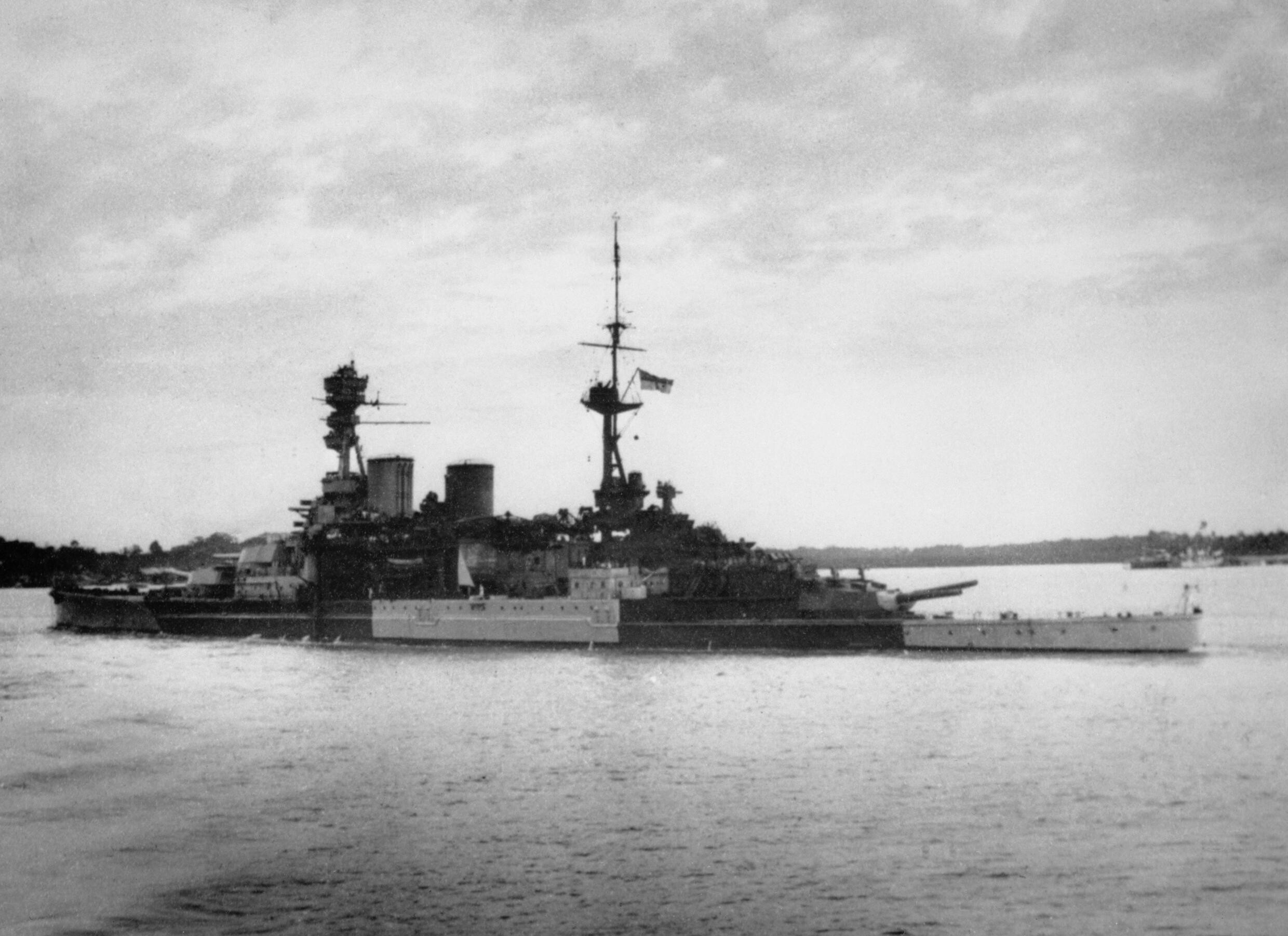
La Repulse lascia Singapore

Queste forze vennero designate inizialmente come Forza G e non vennero appoggiate da nessuna portaerei. Poco dopo lo scoppio della guerra nel Pacifico avvenuto l'8 dicembre 1941 con l'attacco di Pearl Harbor, la Repulse lasciò Singapore insieme alla nave da battaglia Prince of Wales, altro cardine delle forze britanniche dell'area, e a quattro cacciatorpediniere per intercettare i convogli d'invasione giapponesi diretti in Malaysia.
Il comandante della flotta denominata Forza Z, l'ammiraglio Thomas Phillips, imbarcato sulla Prince of Wales, decise di procedere con la missione nonostante la mancanza di copertura aerea per le proprie forze, ritenendo che le forze giapponesi non avrebbero operato lontano dalla terraferma e non credendo possibile che le proprie navi potessero essere danneggiate gravemente da attacchi aerei; infatti fino a quel momento della guerra nessuna nave da battaglia era stata affondata da un attacco aereo.

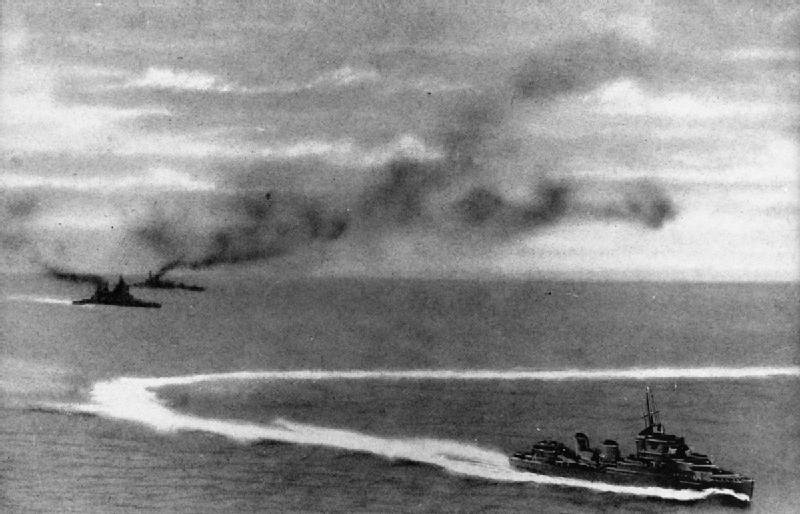
La Prince of Wales (a sinistra davanti) e la Repulse (a sinistra sullo sfondo) durante l'attacco aereo. In primo piano uno dei cacciatorpediniere della scorta.

Il 10 dicembre, dopo aver virato a sud non avendo intercettato le forze d'invasione nipponiche, la Forza Z venne attaccata da 86 aerei giapponesi della 22ª Flottiglia con base a Saigon, che attaccarono contemporaneamente le due navi principali. Durante le prime fasi dell'attacco la Repulse riuscì ad evitare diversi attacchi lanciati dagli aerosiluranti nemici. Poco dopo però in un attacco a tenaglia sincronizzato la nave venne colpita da quattro o cinque siluri in rapida successione.
La Repulse si inclinò rapidamente sul fianco sinistro iniziando ad affondare. Il capitano ordinò quindi di abbandonare la nave che si rovesciò affondando alle 12.23. La Prince of Wales, anch'essa gravemente danneggiata da vari siluri, affondò più lentamente essendo più moderna e dotata di paratie stagne più resistenti. Questo permise il salvataggio di un numero maggiore di marinai rispetto alla Repulse che affondò nel giro di pochi minuti.
I cacciatorpediniere Electra e Vampire andarono in soccorso della Repulse mentre l'Express recuperò i sopravvissuti della Prince of Wales. In totale 436 uomini dell'equipaggio scomparvero nell'affondamento. I cacciatorpediniere tornarono quindi a Singapore per portare in salvo i sopravvissuti.
Il luogo dove si trova il relitto venne designato come "Luogo Protetto" nel 2001 in base alla Protection of Military Remains Act del 1986, a poca distanza dal 60º anniversario dell'affondamento.